# جوناثان روبنسون
جوناثان روبنسون (3 أغسطس 1966 في المملكة المتحدة - ) (بالإنجليزية: Jonathan Robinson)‏ هو لاعب كريكت بريطاني. لعب مع نادي مقاطعة سري للكريكت ‏ ونادي مقاطعة بيدفوردشير للكريكت ‏ ونادي مارليبون للكريكت ‏.

## وصلات خارجية
- جوناثان روبنسون على موقع إي آس بي آن كريك إنفو (الإنجليزية)